# Menander Protektor
Menander Protektor (gr. Μένανδρος Προτίκτωρ) – historyk bizantyński; urodził się ok. połowy VI w. w Konstantynopolu jako młodszy syn nieznanego nam bliżej Eufratasa. Ukończywszy studia prawnicze przez pewien czas pracował w zawodzie adwokata, które to zajęcie dość szybko jednak porzucił oddając się uciechom życia w stolicy. Po objęciu rządów w Bizancjum przez Maurycjusza (582 r.), prawdopodobnie zmuszony problemami finansowymi wstąpił do gwardii cesarskiej (protectores domestici) - stąd jego przydomek. Za namową władcy Menander poświęcił się badaniom historycznym, których zwieńczeniem była, powstała ok. roku 583/584 Historia składająca się z 8 ksiąg obejmujących zakres lat 558-582.
Dzieło to nie przetrwało wprawdzie w całości do naszych czasów, zachowało się jednak ponad sześćdziesiąt, przeważnie dość obszernych fragmentów ze wszystkich ksiąg. Zostały one zawarte w tzw. Księdze Suda - leksykonie bizantyńskim z X wieku, oraz w trzech zbiorach sporządzonych na polecenie cesarza Konstantyna VII Porfirogenety:
- Excerpta de legationibus barbarorum ad Romanos
- Excerpta de legationibus Romanorum ad Gentes
- Excerpta de sententiis

Praca Menandra uznawana jest powszechnie za źródło o dużej wiarygodności. Jej autor jako wyższej rangi członek dworu cesarskiego miał dostęp do dokumentów państwowych, sprawozdań dyplomatycznych itp. Prawdopodobnie czerpał też z prac innych historyków tej epoki (np. z zachowanego we fragmentach dzieła Piotra Patrycjusza). Ponadto część opisywanych wypadków znał z własnego doświadczenia.
Jego dzieło pomyślane zostało jako kontynuacja pracy innego historyka, Agatiasza Scholastyka - O panowaniu Justyniana opisującej wydarzenia z lat 552-558. Menander przewyższa swego poprzednika jakością i obiektywizmem podawanych informacji, co z punktu widzenia bizantynistów jest niewątpliwie istotniejsze od pewnych ułomności stylistycznych jakie wytykają mu filolodzy.

Znaczenie zachowanych fragmentów Historii Menandra jest tym większe, że stanowią one jedyne źródło do dziejów Bizancjum w latach 558-582.

## Wydania źródłowe (w oryginale)
- B. G. Niebuhr, Corpus scriptorum historiae Byzantinae, Pars I, Bonn 1829, s. 281-444
- C. W. Müller, Fragmenta historicorum Graecorum, IV, Paryż 1851, s. 200-269
- L. Dindorf, Historici Graeci minores, II, Lipsk 1871, s. 1-131

## Przekłady na języki nowożytne
- S. Destunis Византийские историки, V, Sankt Petersburg 1860, s. 313-470
- R. C. Blockley, The History of Menander the Guardsman, Liverpool 1985